# Eugénia Miskolczy Meller
Pour les articles homonymes, voir Meller.
Eugénia Miskolczy Meller (en hongrois : Mellerné Miskolczy Eugénia), née le 14 janvier 1872 à Budapest (Hongrie) et probablement morte en 1944-1945 en Hongrie, est une féministe et pacifiste hongroise. Comptant parmi les militantes féministes les plus actives en Hongrie dans la première moitié du XXe siècle, elle est la cofondatrice de l'Association féministe. Elle dirige de nombreux comités et évènements en faveur des droits des femmes, plaidant pour l'égalité des sexes et le droit de vote. Pacifiste, elle est membre de la Ligue internationale des femmes pour la paix et la liberté, plaidant pour le désarmement et demandant l'adoption de lois internationales codifiant les règles de citoyenneté pour protéger les femmes. D'origine juive et convertie au luthéranisme, elle est arrêtée lorsque les nazis envahissent la Hongrie en 1944 et disparaît. En 1946, elle est honorée à titre posthume pour ses différents combats.

## Biographie

### Origines et vie personnelle
Elle naît dans une famille juive, de Laura (née Weisz ou Weiss) et Adolf Miskolczy,. Son frère aîné, József, âgé de six ans, meurt en 1876, sa sœur Irén, âgée de cinq ans, disparaît en 1879, et sa sœur Laura, âgée de quatre ans, s'éteint en 1883. Son père est un artisan originaire de Hódmezővásárhely et sa mère vient de Buda. Après avoir reçu des cours particuliers de musique et de langues, elle se marie avec Artúr Meller, un inspecteur de la Banque nationale de Hongrie en 1896,. Le couple a quatre enfants : Vilmos, Laura, Erzsébet et Rózsa.

### Militantisme
En 1904, elle participe à la création de l'Association féministe hongroise Feministák Egyesülete (FE), une organisation de défense des droits des femmes. En 1906, elle intègre son comité exécutif et donne des conférences parrainées par l'association, destinées aux parents. Elles portent sur divers sujets, notamment la scolarité, la santé, l'éducation sexuelle et la formation professionnelle. En outre, elle écrit et publie des articles dans des revues comme Women and Society (en hongrois : A Nő és a Társadalom) et Woman—A feminist journal (en hongrois : A Nő-Feminista Folyóirat), qui dénoncent les inégalités civiles entre hommes et femmes. Elle devient la rédactrice en chef de cette dernière publication et, comme conférencière, parcourt la Hongrie pour parler des problèmes des femmes. En 1909, elle participe à un congrès féministe à Londres. À partir de 1912, elle commence à remplacer Rosika Schwimmer à la direction de la FE. En 1913, elle rédige une critique des règlements matrimoniaux du Code civil hongrois, tout en devenant membre du comité chargé des préparatifs du congrès de l'Alliance internationale pour le suffrage des femmes (AISF), qui se tient à Budapest cette année-là. Lorsque Rosika Schwimmer déménage à Londres en 1914, Eugénia Miskolczy Meller devient de facto cheffe de la FE.
Pendant la Première Guerre mondiale, elle s'investit dans le milieu pacifiste et participe à ce que la FE fasse de même, alors que d'autres organisations féministes restaient concentrées sur le soutien à l'effort de guerre. Cela entraîne la censure de Woman—A feminist journal et l'annulation du congrès féministe de 1916 qu'elle voulait organiser pour s'opposer au conflit. La guerre terminée, elle reprend son militantisme pour le suffrage des femmes. Alors que celui-ci est partiellement accordé en 1919, elle exhorte les membres de la FE à soutenir la seule femme candidate aux élections législatives de janvier 1920, Margit Slachta, malgré les positions anti-féministes de cette dernière,. La même année, elle se convertit avec sa famille au luthéranisme et elle assiste à une conférence de la Ligue internationale des femmes pour la paix et la liberté (LIFPL) à Genève. Elle défend l'accès des femmes à l'éducation et, en 1923, elle adresse un mémorandum au gouvernement, signé également par d'autres membres de la FE, dénonçant la décision de l'université médicale de Budapest d'interdire l'inscription aux jeunes filles. Elle écrit également des articles soulignant l'importance de l'égalité des salaires et l'accès égal aux prestations de chômage pour les hommes et les femmes.
Pendant l'entre-deux-guerres, elle est employée par le Társadalmi Múzeum, le musée social de Budapest. Parlant couramment l'anglais et le français, elle est aussi professeure de langues. En 1923, elle est invitée à la réunion du comité exécutif de la LIFPL qui se tient à Dresde et, en 1926, elle est déléguée au congrès pacifiste de Paris. L'année suivante, quand Vilma Glücklich, alors présidente de la FE, meurt, Eugénia Miskolczy Meller lui succède officiellement. Des années 1920 à 1935, elle participe aux congrès internationaux de l'AISF et de la LIFPL, défendant le désarmement et faisant du lobbying pour que les questions féminines fassent partie de la plate-forme de travail de la Société des Nations, insistant sur l'absence de protection juridique dont elles sont victimes. En 1924, elle se rend aux États-Unis et participe à plusieurs conférences pour la LIFPL,. En 1932, afin de protester contre l'exécution de Sándor Fürst (hu) et Imre Sallai (hu), elle écrit un pamphlet contre l'utilisation de la peine capitale pour les personnes accusées de crimes politiques,. Quand les nazis annexent l'Autriche en 1938, sa collègue Rosika Schwimmer tente de persuader l'Américaine Carrie Chapman Catt de signer un affidavit permettant à Eugénia Miskolczy Meller et à Sarolta Steinberger d'émigrer aux États-Unis. Carrie Chapman Catt refuse en raison de son âge et de la responsabilité qu'un tel acte entraînerait.

### Disparition
La FE est dissoute en 1941 par les autorités et Eugénia Miskolczy Meller devient une cible pour la Gestapo, qui l'arrête quatre fois. Quand les Allemands occupent la Hongrie en mars 1944, elle est interpellée et emmenée au camp de détention de Kistarcsa en juillet.
La date de sa mort est inconnue. Certaines sources affirment qu'elle est décédée en captivité à Kistarcsa fin 1944,. Pour sa part, Andrea Pető affirme avoir trouvé des preuves établissant qu'elle aurait peut-être survécu à la guerre. Une demande de crédit de sa part datée du 13 août 1945, qui n'a pas été authentifiée parce qu'elle ne portait pas sa signature, a ainsi été soumise aux autorités municipales de Budapest pour la restitution d'une propriété qui appartenait à son mari.
Le 12 octobre 1945, sa mère obtient la tutelle de son fils Vilmos Meller, qui demande finalement en son propre nom le retour de la propriété en 1948. En décembre 1946, le Magyar Közlöny annonce qu'Eugénia Miskolczy Meller est décorée à titre posthume de l'ordre de la Liberté (grade argent)